# Curtis Armstrong
Curtis Armstrong (Detroit, Míchigan; 27 de noviembre de 1953) es un actor estadounidense. Es hijo de la profesora Norma E. y de Robert Leroy Armstrong. Graduado de la Berkley High School en Berkley, Míchigan, y de la universidad Oakland University en Rochester, Míchigan.

## Filmografía

### Cine
| Año  | Título                                        | Rol                                     |
| ---- | --------------------------------------------- | --------------------------------------- |
| 1983 | Risky Business                                | Miles                                   |
| 1984 | Revenge of the Nerds                          | Dudley "Booger" Dawson                  |
| 1985 | Better Off Dead                               | Charles De Mar                          |
| 1986 | The Clan of the Cave Bear                     | Goov                                    |
| 1986 | One Crazy Summer                              | Ack Ack Raymond                         |
| 1987 | Revenge of the Nerds II: Nerds in Paradise    | Dudley "Booger" Dawson                  |
| 1989 | How I Got Into College                        | Reclutador de la Academia Arcadia Bible |
| 1992 | Revenge of the Nerds III: The Next Generation | Dudley "Booger" Dawson                  |
| 1994 | Revenge of the Nerds IV: Nerds in Love        | Dudley "Booger" Dawson                  |
| 1996 | Jingle All the Way                            | Fumador en cadena                       |
| 1996 | Big Bully                                     | Clark                                   |
| 2002 | Van Wilder                                    | Policía del campus                      |
| 2004 | Dodgeball: A True Underdog Story              | Mr. Ralph                               |
| 2004 | Vendetta: No Conscience, No Mercy             | Brodrick Dooley                         |
| 2004 | The Seat Filler                               | LaJean                                  |
| 2004 | Ray                                           | Ahmet Ertegun                           |
| 2006 | Akeelah and the Bee                           | Mr. Welch                               |
| 2006 | Southland Tales                               | Dr. Soberin Exx                         |
| 2006 | Smokin' Aces                                  | Mecklen                                 |
| 2008 | Beer for My Horses                            | D.A.                                    |
| 2009 | American Pie Presents: The Book of Love       | Mr. O'Donnell                           |
| 2009 | Legally Blondes                               | Mr. Gary Golden                         |
| 2011 | Flypaper                                      | Mitchell Wolf                           |
| 2012 | Sparkle                                       | Larry                                   |
| 2014 | Planes: Fire & Rescue                         | Maru (voz)                              |
| 2019 | Malibu Rescue                                 | Custodio                                |
| 2020 | Barbie                                        |                                         |

### Televisión
| Año           | Título                    | Rol                       | Notas                                     |
| ------------- | ------------------------- | ------------------------- | ----------------------------------------- |
| 1986-1989     | Moonlighting              | Herbert Quentin Viola     |                                           |
| 1999          | Felicity                  | Danny                     | 3 episodios                               |
| 2001          | That '70s Show            | Jerry Thunder             |                                           |
| 2005–presente | American Dad!             | Snot                      |                                           |
| 2006-2008     | The Emperor's New School  | Mr. Moleguaco             |                                           |
| 2007          | Wizards Of Waverly Place  | Zit                       |                                           |
| 2007          | Ghost Whisperer           | Harold                    |                                           |
| 2008          | iCarly                    | Empleado de la tienda     |                                           |
| 2008          | Psych                     | Jervis                    |                                           |
| 2009          | My Name is Earl           | Chaz Dalton               |                                           |
| 2009          | Dr. House                 | Richter                   |                                           |
| 2010          | Blue Mountain State       | Ronnie Hayes              |                                           |
| 2011          | Curb Your Enthusiasm      | Tipo de las computadoras  |                                           |
| 2011          | Rules of Engagement       | Él mismo                  |                                           |
| 2011          | That's Our Joe            |                           |                                           |
| 2012          | The Closer                | Peter Goldman             |                                           |
| 2012–presente | Robot and Monster         | Robot/Marf                |                                           |
| 2011–2013     | Dan Vs.                   | Dan                       |                                           |
| 2013          | King of the Nerds         | Él mismo                  |                                           |
| 2013          | Bones                     | Oscar Schultz             |                                           |
| 2013-2016     | Supernatural              | Metatrón                  |                                           |
| 2013          | Hot in Cleveland          | Clark                     |                                           |
| 2013          | New Girl                  | Mr. Foster                |                                           |
| 2016          | Frequency                 | Karl                      | Episodio: "Devitation"                    |
| 2017          | Penn Zero: Part-Time Hero | Super Amazing Bouncy Ball | 2 episodios                               |
| 2017          | MacGyver                  | The Pawn                  | Episodio: "Packing Peanuts + Fire"        |
| 2018          | Champaign ILL             | Burt                      | 10 episodios                              |
| 2019          | Doom Patrol               | Ezekiel The Cockroach     | Episodios: “Donkey Patrol” y "Paw Patrol" |
| 2019          | Happy!                    | Dayglow Doug              | 3 episodios                               |

### Videojuegos
| Año  | Título                               | Rol     |
| ---- | ------------------------------------ | ------- |
| 2000 | Vampire: The Masquerade - Redemption | Pink    |
| 2010 | Mafia II                             | Civiles |
| 2017 | Style Savvy: Styling Star            | Voz     |

### Video musical
| Año  | Título                | Artista            |
| ---- | --------------------- | ------------------ |
| 2018 | Supernatural Parody 2 | The Hillywood Show |